# درویشکا موگیلا
درویشکا موگیلا (به بلغاری: Dervishka mogila) یک منطقهٔ مسکونی در بلغارستان است که در شهرستان اسویلنگراد واقع شده‌است.